# Whewell (Mondkrater)
Whewell ist ein Einschlagkrater auf der Mondvorderseite westlich des Mare Tranquillitatis, zwischen den Kratern Agrippa im Westen und Cayley im Osten.
Der Krater ist schüsselförmig mit einem kleinen flachen Bodenteil und kaum erodiert.
| Buchstabe | Position          | Durchmesser | Link |
| --------- | ----------------- | ----------- | ---- |
| A         | 4,69° N, 14,11° O | 4 km        |      |
| B         | 4,98° N, 14,46° O | 3 km        |      |

Der Krater wurde 1935 von der IAU nach dem britischen Philosophen William Whewell offiziell benannt.